# Conotrachelus magnifasciatus
Conotrachelus magnifasciatus – gatunek chrząszcza z rodziny ryjkowcowatych.

## Zasięg występowania
Ameryka Południowa, występuje w Brazylii.

## Budowa ciała
Przednia krawędź pokryw nieznacznie szersza od przedplecza. Pokrywy w przedniej części punktowane. Przedplecze w tylnej części kwadratowe w zarysie, przód zwężony i zaokrąglony.
W tylnej części pokryw dwie duże, skośne, stykające się jasne plamy.